# Stenamma callipygium
Stenamma callipygium (лат.) — вид мелких муравьёв рода Stenamma из подсемейства Myrmicinae (Formicidae). Северная Америка: Гватемала.

## Описание
Мелкие муравьи, длина около 3 мм. Общая окраска тела чёрного цвета. Срединная доля наличника выступает над мандибулами, образуя четко выраженную тупую вершину. Длина головы рабочего (HL) 0,69—0,93 мм (ширина головы, HW — 0,60—0,90 мм). Длина скапуса усиков рабочего (SL) — 0,59—0,78 мм. Головной индекс (CI=HW/HL × 100) — 86—97, Индекс скапуса (SI=SL/HW × 100.) — 86—98. Усики 12-члениковые (булава из 4 сегментов). Глаза мелкие (до 10 омматидиев в самой широкой линии) расположены в переднебоковых частях головы. Жвалы с 6 зубцами (из них 4 апикальных). Клипеус в передней части с 2—4 мелкими тупыми выступами — зубцами. Стебелёк между грудкой и брюшком состоит из двух сегментов (петиоль + постпетиоль). Встречаются в тропических облачных лесах на высотах около 1630–1750 м. Вид близок к виду Stenamma atribellum, но отличается формой клипеуса и скульптурой. Вид был впервые описан в 2013 году американским мирмекологом Майклом Бранштеттером (Michael G. Branstetter; Department of Entomology, Калифорнийский университет в Дэвисе и Национальный музей естественной истории, Смитсоновский институт, Вашингтон, DC, США).